# Jean-Claude Droyer
Pas d'image ? Cliquez ici
Jean-Claude Droyer, né[Où ?] le 1er janvier 1947 est un grimpeur et guide de haute montagne français. Il est connu pour avoir participé à la montée de l'escalade libre en France à la fin des années 1970. 

## Biographie
Jean-Claude Droyer s'est formé aux écoles d'escalade de Fontainebleau et du Saussois. Il s'illustre en 1965 en effectuant l'escalade solitaire de la voie de la Pentecôte au Glandasse. Il réalise également des premières dans les gorges du Verdon et des hivernales dans les Préalpes et dans le massif du Mont-Blanc. Jean-Claude Droyer rejoint la team EB en 1980.

## Ascensions notables

### Escalade
| Nom                 | Site                | Date | Commentaires         |
| ------------------- | ------------------- | ---- | -------------------- |
| L'arête jaune       | Le Saussois, France | 1976 | premier 6b en France |
| Le Râteau           | Saffres, France     | 1977 | premier 6c en France |
| L’Échelle à poisson | Le Saussois, France | 1977 | premier 7a en France |

| Nom       | Site                | Date | Commentaires |
| --------- | ------------------- | ---- | ------------ |
| La dudule | Le Saussois, France | 1978 | 7a           |
| Gougousse | Buoux, France       | 1980 | 7b           |

### Alpinisme
- 1971 - Première solitaire de la Directe américaine dans la face ouest des Drus[6]
- 1974 - Ascension solo du pilier ouest des Grands Charmoz (voie Cordier ouverte en 1970 par Patrick Cordier)

## Livre
- Jean-Claude Droyer, Escalade, les plus belles falaises d'Europe de l'ouest, Paris, Éditions Denoël, 1986, 186 p.  (ISBN 9782207233146)

## Interview
- Luc Jourjon, « Une vie à libérer l'escalade », interview de Jean-Claude Droyer, La Montagne & Alpinisme (revue de la FFCAM et du GHM), no  258, 4/2014, p. 16 à 20

## Film
Le documentaire Jean Claude Droyer, la liberté sans condition lui a été consacré. Il dure 23 minutes et a été réalisé en 2004 par Florent Wolff. Ce film a été inscrit et enregistré (mais non sélectionné)pour le festival les Écrans documentaires.